# René Ze Nguele
Pour les articles homonymes, voir Nguele.
 (février 2025).
La mise en forme du texte ne suit pas les recommandations de Wikipédia : il faut le « wikifier ».
Les points d'amélioration suivants sont les cas les plus fréquents :
- Les titres sont pré-formatés par le logiciel. Ils ne sont ni en capitales, ni en gras.
- Le texte ne doit pas être écrit en capitales (les noms de famille non plus), ni en gras, ni en italique, ni en « petit »…
- Le gras n'est utilisé que pour surligner le titre de l'article dans l'introduction, une seule fois.
- L'italique est rarement utilisé : mots en langue étrangère, titres d'œuvres, noms de bateaux, etc.
- Les citations ne sont pas en italique mais en corps de texte normal. Elles sont entourées par des guillemets français : « et ».
- Les listes à puces sont à éviter, des paragraphes rédigés étant largement préférés. Les tableaux sont à réserver à la présentation de données structurées (résultats, etc.).
- Les appels de note de bas de page (petits chiffres en exposant, introduits par l'outil «  Source ») sont à placer entre la fin de phrase et le point final[comme ça].
- Les liens internes (vers d'autres articles de Wikipédia) sont à choisir avec parcimonie. Créez des liens vers des articles approfondissant le sujet. Les termes génériques sans rapport avec le sujet sont à éviter, ainsi que les répétitions de liens vers un même terme.
- Les liens externes sont à placer uniquement dans une section « Liens externes », à la fin de l'article. Ces liens sont à choisir avec parcimonie suivant les règles définies. Si un lien sert de source à l'article, son insertion dans le texte est à faire par les notes de bas de page.
- La présentation des références doit suivre les conventions bibliographiques. Il est recommandé d'utiliser les modèles {{Ouvrage}}, {{Chapitre}}, {{Article}}, {{Lien web}} et/ou {{Bibliographie}}. Le mode d'édition visuel peut mettre en forme automatiquement les références.
- Insérer une infobox (cadre d'informations à droite) n'est pas obligatoire pour parachever la mise en page.

Pour une aide détaillée, merci de consulter Aide:Wikification.
Si vous pensez que ces points ont été résolus, vous pouvez retirer ce bandeau et améliorer la mise en forme d'un autre article.
 (février 2025).
Originaire de l'Est René Ze Nguele est un homme politique camerounais, membre du Rassemblement démocratique du peuple camerounais (RDPC). Il est le doyen d'âge de la chambre haute du parlement .

## Carrière politique
Avant de devenir sénateur, René Ze Nguele a occupé divers postes au sein du gouvernement sous le régime  de l'ancien président ahmadou Ahidjo et aussi sous le régime du président camerounais actuel. Notamment Ministre de l'enseignement de Base de 1983 à 1984 , ensuite ministre de la fonction publique 1984 à 1987. De 2000 à 2004 il occupe  la fonction de Ministre de la fonction publique et de la réforme administrative 
en 2018 il est à la tête du conseil d'administration de l'institut de recherche agricole pour le développement IRAD mais également élu sénateur en avril de la même année. En tant que sénateur, il est   le doyen d'âge et a présidé l'ouverture de la première session ordinaire en 2024, où il a souligné l'importance de la décentralisation et du développement .

## Engagements
Ze Nguele s'est engagé à renforcer le rôle du Sénat dans le contrôle de l'action gouvernementale et à promouvoir les intérêts des collectivités territoriales décentralisées. Il a également plaidé pour une participation active des sénateurs dans la mise en œuvre des idéaux démocratiques au Cameroun. Au sénat il préside la commission de l'éducation de la formation et de la jeunesse. L'octogénaire a exprimé une vive condamnation au nom du sénat de l'attentat perpreté le jour de la 58ieme fête de la jeunesse a NKam , il dénonce les dérives comportementales et les propos haineux véhiculés par les réseaux sociaux. En faisant un vive Appel à la responsabilité de tout un chacun.